# Tour de Pologne 2016
Tour de Pologne 2016 – 73. edycja wyścigu kolarskiego Tour de Pologne, który odbyła się w dniach 12 – 18 lipca 2016 roku. Wyścig figuruje w światowym kalendarzu UCI World Tour 2016. Rozpoczął się w Radzyminie, a zakończył jazdą indywidualną na czas w Krakowie.

## Uczestnicy
Na start wyścigu zaproszono 25 ekip. Wśród nich wszystkie osiemnaście ekip UCI World Tour 2016 oraz siedem innych zaproszonych przez organizatorów.
Lista drużyn uczestniczących w wyścigu:
| Numery  | Kod | Drużyna             |
| ------- | --- | ------------------- |
| 1-8     | TNK | Tinkoff             |
| 11-18   | MOV | Movistar Team       |
| 21-28   | EQS | Etixx-Quick Step    |
| 31-38   | AST | Pro Team Astana     |
| 41-48   | CDT | Cannondale–Drapac   |
| 51-58   | DDD | Team Dimension Data |
| 61-68   | TFS | Trek-Segafredo      |
| 71-78   | SKY | Team Sky            |
| 81-88   | LAM | Lampre-Merida       |
| 91-98   | BMC | BMC Racing Team     |
| 101-108 | OBE | Orica–BikeExchange  |
| 111-118 | TGA | Team Giant-Alpecin  |
| 121-128 | KAT | Team Katusha        |

| Numery  | Kod | Drużyna               |
| ------- | --- | --------------------- |
| 131-138 | TLJ | Team LottoNL-Jumbo    |
| 141-148 | LTS | Lotto Soudal          |
| 151-158 | ALM | Ag2r-La Mondiale      |
| 161-168 | IAM | IAM Cycling           |
| 171-178 | FDJ | FDJ                   |
| 181-188 | VAT | Verva ActiveJet       |
| 191-198 | CCC | CCC Sprandi Polkowice |
| 201-208 | POL | Reprezentacja Polski  |
| 211-218 | TNN | Team Novo Nordisk     |
| 221-228 | ONE | ONE Pro Cycling       |
| 231-238 | GAZ | Gazprom-RusVelo       |
| 241-248 | BAR | Bardiani CSF          |

## Etapy
11 marca 2016 potwierdzono, że w Nowym Sączu będzie meta trzeciego oraz start czwartego etapu. Prezentacja pozostałych etapów odbyła się 4 kwietnia 2016.
| Etap | Data     | Start             | Meta                | Dystans | Typ | Typ         | Zwycięzca         | Lider             |
| ---- | -------- | ----------------- | ------------------- | ------- | --- | ----------- | ----------------- | ----------------- |
| 1.   | 12 lipca | Radzymin          | Warszawa            | 135 km  |     | płaski      | Davide Martinelli | Davide Martinelli |
| 2.   | 13 lipca | Tarnowskie Góry   | Katowice            | 153 km  |     | płaski      | Fernando Gaviria  | Fernando Gaviria  |
| 3.   | 14 lipca | Zawiercie         | Nowy Sącz           | 240 km  |     | pagórkowaty | Niccolò Bonifazio | Fernando Gaviria  |
| 4.   | 15 lipca | Nowy Sącz         | Rzeszów             | 218 km  |     | pagórkowaty | Fernando Gaviria  | Fernando Gaviria  |
| 5.   | 16 lipca | Wieliczka         | Zakopane            | 225 km  |     | górski      | Tim Wellens       | Tim Wellens       |
| 6.   | 17 lipca | Terma Bukowina T. | Bukowina Tatrzańska | 194 km  |     | górski      | etap anulowany    | Tim Wellens       |
| 7.   | 18 lipca | Kraków            | Kraków              | 25 km   |     | ITT         | Alex Dowsett      | Tim Wellens       |

### 1. etap: Radzymin > Warszawa, 135 km
| Miejsce | Zawodnik          | Zespół             | Czas       |
| ------- | ----------------- | ------------------ | ---------- |
| 1.      | Davide Martinelli | Etixx-Quick Step   | 3h 01' 10" |
| 2.      | Fernando Gaviria  | Etixx-Quick Step   | + 0"       |
| 3.      | Caleb Ewan        | Orica–BikeExchange | + 0"       |
| 4.      | Zdeněk Štybar     | Etixx-Quick Step   | + 0"       |
| 5.      | Moreno Hofland    | Team LottoNL-Jumbo | + 0"       |

| Miejsce | Zawodnik          | Zespół             | Czas       |
| ------- | ----------------- | ------------------ | ---------- |
| 1.      | Davide Martinelli | Etixx-Quick Step   | 3h 01' 10" |
| 2.      | Fernando Gaviria  | Etixx-Quick Step   | + 0"       |
| 3.      | Caleb Ewan        | Orica–BikeExchange | + 0"       |
| 4.      | Zdeněk Štybar     | Etixx-Quick Step   | + 0"       |
| 5.      | Moreno Hofland    | Team LottoNL-Jumbo | + 0"       |

### 2. etap: Tarnowskie Góry > Katowice, 153 km
| Miejsce | Zawodnik          | Zespół              | Czas       |
| ------- | ----------------- | ------------------- | ---------- |
| 1.      | Fernando Gaviria  | Etixx-Quick Step    | 3h 19' 30" |
| 2.      | Elia Viviani      | Team Sky            | + 0"       |
| 3.      | Caleb Ewan        | Orica–BikeExchange  | + 0"       |
| 4.      | Kristian Sbaragli | Team Dimension Data | + 0"       |
| 5.      | Moreno Hofland    | Team LottoNL-Jumbo  | + 0"       |

| Miejsce | Zawodnik          | Zespół             | Czas       |
| ------- | ----------------- | ------------------ | ---------- |
| 1.      | Fernando Gaviria  | Etixx-Quick Step   | 6h 20' 24" |
| 2.      | Davide Martinelli | Etixx-Quick Step   | + 6"       |
| 3.      | Caleb Ewan        | Orica–BikeExchange | + 8"       |
| 4.      | Diego Ulissi      | Lampre-Merida      | + 14"      |
| 5.      | Moreno Hofland    | Team LottoNL-Jumbo | + 16"      |

### 3. etap: Zawiercie > Nowy Sącz, 240 km
| Miejsce | Zawodnik          | Zespół             | Czas       |
| ------- | ----------------- | ------------------ | ---------- |
| 1.      | Niccolò Bonifazio | Trek-Segafredo     | 5h 46' 12" |
| 2.      | Moreno Hofland    | Team LottoNL-Jumbo | + 0"       |
| 3.      | Luka Mezgec       | Orica–BikeExchange | + 0"       |
| 4.      | Heinrich Haussler | IAM Cycling        | + 0"       |
| 5.      | Roman Małkin      | Gazprom–RusVelo    | + 0"       |

| Miejsce | Zawodnik          | Zespół             | Czas        |
| ------- | ----------------- | ------------------ | ----------- |
| 1.      | Fernando Gaviria  | Etixx-Quick Step   | 12h 06' 36" |
| 2.      | Niccolò Bonifazio | Trek-Segafredo     | + 6"        |
| 3.      | Caleb Ewan        | Orica–BikeExchange | + 8"        |
| 4.      | Moreno Hofland    | Team LottoNL-Jumbo | + 10"       |
| 5.      | Diego Ulissi      | Lampre-Merida      | + 14"       |

### 4. etap: Nowy Sącz > Rzeszów, 218 km
| Miejsce | Zawodnik           | Zespół             | Czas       |
| ------- | ------------------ | ------------------ | ---------- |
| 1.      | Fernando Gaviria   | Etixx-Quick Step   | 5h 12' 56" |
| 2.      | Luka Mezgec        | Orica–BikeExchange | + 0"       |
| 3.      | Michał Kwiatkowski | Team Sky           | + 0"       |
| 4.      | Heinrich Haussler  | IAM Cycling        | + 0"       |
| 5.      | Boy van Poppel     | Trek-Segafredo     | + 0"       |

| Miejsce | Zawodnik           | Zespół           | Czas        |
| ------- | ------------------ | ---------------- | ----------- |
| 1.      | Fernando Gaviria   | Etixx-Quick Step | 17h 19' 22" |
| 2.      | Michał Kwiatkowski | Team Sky         | + 19"       |
| 3.      | Diego Ulissi       | Lampre-Merida    | + 22"       |
| 4.      | Tim Wellens        | Lotto Soudal     | + 25"       |
| 5.      | Heinrich Haussler  | IAM Cycling      | + 26"       |

### 5. etap: Wieliczka > Zakopane, 225 km
| Miejsce | Zawodnik        | Zespół            | Czas       |
| ------- | --------------- | ----------------- | ---------- |
| 1.      | Tim Wellens     | Lotto Soudal      | 5h 57' 22" |
| 2.      | Davide Formolo  | Cannondale-Drapac | + 3' 48"   |
| 3.      | Tiesj Benoot    | Lotto Soudal      | + 4' 37"   |
| 4.      | Fabio Felline   | Trek-Segafredo    | + 4' 38"   |
| 5.      | Alberto Bettiol | Cannondale-Drapac | + 4' 49"   |

| Miejsce | Zawodnik        | Zespół            | Czas        |
| ------- | --------------- | ----------------- | ----------- |
| 1.      | Tim Wellens     | Lotto Soudal      | 23h 16' 53" |
| 2.      | Davide Formolo  | Cannondale-Drapac | + 4' 05"    |
| 3.      | Tiesj Benoot    | Lotto Soudal      | + 4' 50"    |
| 4.      | Fabio Felline   | Trek-Segafredo    | + 5' 04"    |
| 5.      | Alberto Bettiol | Cannondale-Drapac | + 5' 12"    |

### 6. etap: Terma Bukowina Tatrzańska > Bukowina Tatrzańska, 194 km
Etap został anulowany.

### 7. etap: Kraków > Kraków, 25 km
| Miejsce | Zawodnik             | Zespół             | Czas    |
| ------- | -------------------- | ------------------ | ------- |
| 1.      | Alex Dowsett         | Movistar Team      | 28' 59" |
| 2.      | Jonathan Castroviejo | Movistar Team      | +22"    |
| 3.      | Primož Roglič        | Team LottoNL-Jumbo | +39"    |
| 4.      | Ben Hermans          | BMC Racing Team    | +41"    |
| 5.      | Victor Campenaerts   | Team LottoNL-Jumbo | +48"    |

| Miejsce | Zawodnik        | Zespół            | Czas        |
| ------- | --------------- | ----------------- | ----------- |
| 1.      | Tim Wellens     | Lotto Soudal      | 23h 47' 23" |
| 2.      | Fabio Felline   | Trek-Segafredo    | +4' 22"     |
| 3.      | Alberto Bettiol | Cannondale-Drapac | +4' 54"     |
| 4.      | Davide Formolo  | Cannondale-Drapac | +5' 06"     |
| 5.      | Tiesj Benoot    | Lotto Soudal      | +5' 22"     |

## Liderzy klasyfikacji po etapach
Podczas Tour de Pologne 2016, najlepszych kolarzy w kilku kategoriach nagradzano koszulkami. Najważniejszą z nich była klasyfikacja generalna, w której sumowano czasy kolarza na wszystkich etapach. Najlepsza trójka na każdym etapie otrzymywała również bonifikaty czasowe. Zwycięstwo oznaczało bonifikatę 10-sekundową, drugie miejsce 6-sekundową, a trzecie – 4-sekundową (bonifikat nie przyznawano podczas jazdy indywidualnej na czas). Dodatkowo bonifikaty można było zdobyć na lotnych premiach. Na każdej bonifikaty 3, 2 i 1 sekundowe otrzymywała kolejno pierwsza trójka kolarzy. Lider klasyfikacji tej jechał w żółtej koszulce, sponsorowanej przez firmę Skandia. Ta klasyfikacja jest najważniejszą ze wszystkich klasyfikacji – jej lider po 7 etapie został zwycięzcą wyścigu.
Prowadzono również klasyfikację górską. W niej, można było otrzymać punkty za przejazd na czołowych lokatach przez góry na których były wyznaczone premie. Dodatkowo, każdy podjazd oceniono jako szczyt pierwszej, drugiej, trzeciej lub czwartej kategorii, gdzie pierwsza kategoria to trudny podjazd, a czwarta to łatwiejszy. Najtrudniejsze góry przyznawały najwięcej punktów. Premia im. Joachima Halupczoka to góra pierwszej kategorii, lecz tam punkty są liczone podwójnie. Lider tej klasyfikacji jeździł w fioletowej koszulce, sponsorowanej przez grupę Tauron Polska Energia.
Trzecią klasyfikacją była klasyfikacja sprinterska. Tutaj premiowano wysokie miejsca na metach. Pierwszy kolarz na mecie – zwycięzca etapu – otrzymał 20 punktów, drugi kolarz otrzymał 19 punktów itd. Lider tej klasyfikacji jechał w białej koszulce, na której znajdowały się reklamy – po raz pierwszy – firmy Hyundai. Czwarta klasyfikacja to klasyfikacja najaktywniejszych – jechał w niej kolarz, który zdobył najwięcej punktów na lotnych premiach (każda premia dawała 3 punkty dla zwycięzcy, 2 punkty dla drugiego kolarza i 1 dla trzeciego). Na każdym etapie, poza jazdą indywidualną na czas, była możliwość zdobyć punkty. Lider tej klasyfikacji jechał w niebieskiej koszulce.
Prowadzono również klasyfikację drużynową, w której sumowano najlepsze wyniki w klasyfikacji generalnej trzech kolarzy z danej ekipy. Istniała również klasyfikacja dla najlepszego Polaka. Działała ona identycznie jak klasyfikacja generalna, lecz brano pod uwagę wyłącznie kolarzy reprezentujących gospodarzy wyścigu.
Poniższa tabela przedstawia liderów każdej klasyfikacji po każdym etapie.
| Etap                 | Zwycięzca etapu      | Klasyfikacja generalna · | Klasyfikacja górska · | Klasyfikacja sprinterska · | Klasyfikacja najaktywniejszych · | Klasyfikacja drużynowa · | Najwyżej sklasyfikowany Polak |
| -------------------- | -------------------- | ------------------------ | --------------------- | -------------------------- | -------------------------------- | ------------------------ | ----------------------------- |
| 1                    | Davide Martinelli    | Davide Martinelli        | Jarosław Marycz       | Davide Martinelli          | Marc Fournier                    | Etixx-Quick Step         | Michał Kwiatkowski            |
| 2                    | Fernando Gaviria     | Fernando Gaviria         | Jarosław Marycz       | Fernando Gaviria           | Jonas Koch                       | Team Sky                 | Michał Kwiatkowski            |
| 3                    | Niccolò Bonifazio    | Fernando Gaviria         | Kamil Gradek          | Moreno Hofland             | Jonas Koch                       | Team Sky                 | Michał Kwiatkowski            |
| 4                    | Fernando Gaviria     | Fernando Gaviria         | Alessandro Tonelli    | Fernando Gaviria           | Jonas Koch                       | Etixx-Quick Step         | Michał Kwiatkowski            |
| 5                    | Tim Wellens          | Tim Wellens              | Tim Wellens           | Moreno Hofland             | Tim Wellens                      | Lotto Soudal             | Paweł Cieślik                 |
| 6                    | Etap anulowany       | Tim Wellens              | Tim Wellens           | Moreno Hofland             | Tim Wellens                      | Lotto Soudal             | Paweł Cieślik                 |
| 7                    | Alex Dowsett         | Tim Wellens              | Tim Wellens           | Alberto Bettiol            | Tim Wellens                      | Lotto Soudal             | Paweł Cieślik                 |
| Klasyfikacja końcowa | Klasyfikacja końcowa | Tim Wellens              | Tim Wellens           | Alberto Bettiol            | Tim Wellens                      | Lotto Soudal             | Paweł Cieślik                 |